# Televisa San Ángel

Televisa San Ángel (pierwotnie Estudios y Laboratorios San Ángel S.A. de C.V.) – studia filmowe i telewizyjne, należące do Grupy Televisa, z siedzibą w Meksyku. W Televisa San Ángel znajduje się centrum produkcji telenowel, konferencji prasowych, pokazów, konkursów i komiksów. Mieszczą się tu również: 
- szkoła wyższa Centrum Edukacji Artystycznej (CEA),
- firma filmowo-dystrybucyjna Videocine (dawniej Televicine),
- Centrum Postprodukcji[1];

W latach 50. San Ángel był jednym z czterech głównych studiów filmowych na terenie Meksyku wraz z Estudios Churubusco (od 1950 roku jako Churubusco-Azteca), Estudios América i Estudios Tepeyac.

## Historia[2]
Z „wielkiej czwórki” przetrwały dwa studia filmowe: Churubusco-Azteca i Televisa San Ángel. Studia San Ángel założył Jorge Stahl. W latach 70. wytwórnia filmowa została sprzedana rodzinie  Azcárraga, która nadal jest ich właścicielem za pośrednictwem Televisy. Jeden z przodków rodziny Azcárraga zbudował Estudios Churubusco w 1945 roku.
Najstarszym meksykańskim filmem wyprodukowanym przez studia San Ángel i który zachował się do współczesności w archiwach jest Mi campeón z Joaquínem Pardavé. Film wszedł na ekrany kin w 1952 roku. Co najmniej 60 filmów zostało wyprodukowanych w studiach do 1969 roku.
W 1968 roku w jednym ze studiów San Ángel uruchomiono stację telewizyjną Televisión Independiente de México (TIM). W 1973 roku właścicielami studia została rodzina Azcárraga, gdy TIM i Telesistema Mexicano ogłosiły połączenie w jedną telewizję – Televisa. Studia filmowe San Ángel stały się wiodącą instytucją w Meksyku. W 1979 roku powołano do życia Televicine (obecnie Videocine) oraz CEA. 85% absolwentów szkoły Centrum Edukacji Artystycznej znajduje zatrudnienie w Televisie.
W 1980 roku zainstalowano pierwszy elektroniczny generator znaków w Televisa San Ángel. Siedem lat  później został zastąpiony przez maszynę o nazwie „Chyron”.
Trzęsienie ziemi, jakie nawiedziło Meksyk w 1985 roku spowodowało zniszczenie części studiów Televisa Chapultepec. Produkcja dwóch programów tworzonych: En familia con Chabelo i Siempre en Domingo została na stałe przeniesiona do Televisa San Ángel. Wielu pracowników, którzy pracowali przed trzęsieniem ziemi w Televisa Chapultepec znalazło zatrudnienie w Televisa San Ángel.

## Obiekty
Kompleks Televisa San Ángel składa się z 16 scen dźwiękowych, nazywanych „Foros”. W 2013 roku wszystkie sceny zostały dostosowane do wysokiej rozdzielczości. Każda Foros ma 900 metrów kwadratowych. Centrum Postprodukcji jest najbardziej zaawansowaną placówką postprodukcyjną tego rodzaju na świecie, zawiera 10 stanowisk montażowych. Televisa San Ángel oferuje szeroki wybór mikrofonów, m.in. mikrofony typu lavalier, boom, handheld i zestawy słuchawkowe, w większości bezprzewodowe.
Każdego roku w Televisa San Ángel powstaje około 15 telenowel, filmów kinowych i kilka innych seriali telewizyjnych. W każdym studiu znajdują się trzy kamery i komputer. Do dyspozycji jest również pięć studiów nagrań dźwiękowych i trzy apartamenty do miksowania.
Televisa San Ángel, w przeciwieństwie do Rede Globo czy Record TV z Brazylii, z powodu ograniczonej przestrzeni w swoich obiektach, nie posiada dekoracji i scenografii zewnętrznych swoich produkcji. Ma zbudowane jedynie wnętrza pomieszczeń. Wszystkie zewnętrzne sceny w telenowelach i filmach kręcone są w plenerze, najczęściej w Meksyku lub w okolicach. W większości telenowel, Televisa wynajmuje pobyty, rezydencje i domy, aby nakręcić sceny zewnętrzne, wnętrza miejsc budowane są w Televisa San Ángel.
Trzydziestu różnych producentów, którzy są związani z Televisą od kilkunastu lat, posiada własne biura w San Ángel. Należą do nich m.in.: André Barren Díaz, Pedro Damián, Guillermo del Bosque, Luis de Llano Macedo, Carla Estrada, Emilio Larrosa, Chabelo, Rosy Ocampo, Jorge Ortiz de Pinedo, Juan Osorio, Angelli Nesma Medina, Nicandro Díaz González, Salvador Mejía Alejandre, Carmen Amendariz, Enrique Segoviano.
Główny plac wejściowy do Televisa San Ángel, Plaza Televisa, dedykowany jest producentom, reżyserom, aktorom i pozostałym pracowników, którzy pracują z Televisą od co najmniej 25 lat.